# Wim van Remortel

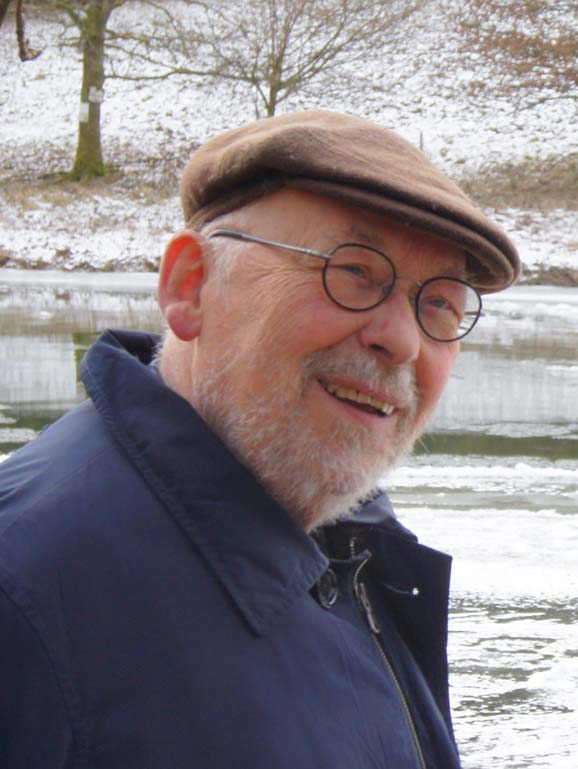
Wim van Remortel

Wim van Remortel (Beveren, 18 april 1939 – Gent, 2 februari 2013) was een Belgisch (Vlaams) kunstschilder en graficus, die ook zeer actief was als docent plastische kunsten.

## Levensloop

### Studie
Van Remortel volgde van 1954 tot 1958 een opleiding technisch schilderen en decoratie aan het Technicum van Antwerpen. Daarna studeerde hij aan de Koninklijke Academie voor Schone Kunsten van Antwerpen, onder andere bij Jos Hendrickx. In 1963 werd hij laureaat van het (toen nog Nationaal) Hoger Instituut voor Schone Kunsten (NHISK), afdeling grafische kunsten; hij behaalde ook een Regeringsmedaille glasschilderen aan de academie van Berchem.
Omdat Belgische universiteiten in die tijd geen richtingen plastische kunst aanboden en er dus geen doctoraat plastische kunsten bestond, leerde Van Remortel Spaans om te kunnen promoveren aan de Universidad de La Laguna (ULL) op Tenerife. Dat gebeurde op 31 januari 1996, met een proefschrift getiteld La Magia de la Litografía. Dat handelt over de geschiedenis van de techniek van de lithografie en haar ontwikkeling als kunstvorm, en besluit met een aantal litho’s van zijn hand.

### Leraar en docent
Na een carrière als leraar in de Beverse Vak- en Nijverheidsschool en in een paar plaatselijke academies, werd hij, na een tijdelijke aanstelling als interim leraar, in 1974 definitief aangesteld als leraar lithografie aan de Koninklijke Academie voor Schone Kunsten van Antwerpen. In 1985 werd hij tevens docent grafiek aan het NHISK.
Nadat hij internationaal bekend werd dankzij tentoonstellingen in het buitenland, werd hij ook uitgenodigd als gastdocent, onder andere in Tenerife, Korea en China.

## Wim van Remortel als Bevernaar
Wim van Remortel was zeer gehecht aan zijn geboortedorp, aan het leven waarvan hij actief deelnam, onder andere als medestichter van een toneelgroep, als lid van de erfgoedcel Waasland De Orde van het Pilorijn en uiteraard van de Koninklijke Piet Staut Kring (KPSK). Hij werkte ook graag voor Beverse instellingen, en voor het Beverse OCMW en het gemeentebestuur, en hij stelde regelmatig tentoon in Beveren, met name in het Kasteel Cortewalle. 
Tien jaar na zijn overlijden vond in Kasteel Cortewalle een grote retrospectieve Wim van Remortel plaats, van 18 november tot 3 december 2023. Ze werd georganiseerd door de kinderen van Wim van Remortel, de KPSK en de gemeente Beveren. Bij die gelegenheid werd ook een map uitgegeven, getiteld Moments musicaux: Het oeuvre van Wim van Remortel als een perpetuum mobile, met dertig reproducties van werken van de kunstenaar.

## De kunstenaar
Als schilder was hij klassiek opgeleid, en vakmanschap en materiaalkennis vond hij erg belangrijk. Die klassieke opleiding was geen keurslijf, integendeel. Hij was voortdurend op zoek naar nieuwe technieken: "Hij kon in extase geraken wanneer hij een nieuw soort verf of inkt gebruikte, of een penseel met sierlijk karakter of papier dat hem kwalitatief bevredigde" (Raf De Smedt). In de jaren 90 begon hij zijn tekeningen in te scannen om ze dan verder met de computer te bewerken en op doek te printen; soms verrijkte hij die met olieverf, potlood of inkt. Zijn doel was zelden het vertellen van een verhaal, wel het nastreven van de uitgepuurde vorm. In zijn laatste levensjaren evolueerde hij meer en meer in de richting van de abstracte kunst.
Een aspect van zijn métier dat ook benadrukt moet worden was zijn bekwaamheid als portretschilder; op zijn doodsprentje stond trouwens een getekend zelfportret.